# 中田裕士
中田 裕士（なかた ゆうじ、1985年7月22日 - ）は、日本のスタントマン、俳優、スーツアクター。大阪府出身。ジャパンアクションエンタープライズ所属。

## 人物・来歴
東京ドームシティアトラクションズのシアターGロッソでキャラクターショーのスーツアクターを演じた後、『烈車戦隊トッキュウジャー』の敵首領・ゼット（怪人態）のスーツアクターで映像作品に参加。次回作『手裏剣戦隊ニンニンジャー』のアオニンジャーでレギュラーヒーローを務める。
『トッキュウジャー』ではスタンドイン時に怪人の武器が当たって目元を骨折し、一時降板した。
アクション監督の福沢博文は『トッキュウジャー』で中田を起用した理由について、「ふてぶてしさ」や「他人と距離を置く立ち位置」などがゼットの役どころにあっていたからとしている。また、『ニンニンジャー』については「現場で色々工夫を凝らし、体型も締まっていて、ちょっと引いた位置で俯瞰で物を見るところがブルーキャラ向き」と評している。中田自身もアオニンジャーは得意な分野であったと自負している。
演技でも倒されることを嫌がり、ストーリーに逆らうこともあるという。福沢はそういった部分も面白いと評価している。
2017年の『仮面ライダーエグゼイド』の仮面ライダーゲンムを演じて以降は仮面ライダーシリーズでの活動が中心となっており、その後も『仮面ライダービルド』の仮面ライダーマッドローグなどの主要キャラクターを演じている。『仮面ライダーセイバー』の仮面ライダーエスパーダで、番組序盤から登場するライダーを初めて担当した。
2022年、特撮テレビドラマ『仮面ライダーギーツ』で初めて主役のスーツアクターを担当。

## 出演

### テレビドラマ
- 戦国★男士 第1話（2011年10月11日 - 2012年3月24日、テレビ神奈川 ほか） - 大内一派[1] 役
- 特命係長 只野仁ファイナル（2012年、テレビ朝日） - チンピラ[1] 役
- ダーティ・ママ! 第8話（2012年1月11日 - 3月14日、日本テレビ） - 若者[1] 役
- クロヒョウ2 龍が如く 阿修羅編（2012年4月 - 6月、毎日放送） - タイガーゲート[1] 役
- 東京号泣教室（2013年、TOKYO MX） - カラミ
- おかしな刑事11（2014年6月7日、テレビ朝日） - 詐欺グループ[1] 役
- 三匹のおっさん 最終話（2014年、テレビ東京） - 若者[1] 役
- MAG!C☆PRINCEのマジ☆弟子 第5回（2017年、テレビ東京）
- 絶対零度〜未然犯罪潜入捜査〜 第7話（2018年、フジテレビ） - 部下[1] 役
- 問題物件 第2話（2025年1月22日、フジテレビ） - リッガー&ベル構成員 役[9]

### 特撮テレビドラマ
- スーパー戦隊シリーズ（テレビ朝日）
  - 海賊戦隊ゴーカイジャー（2011年 - 2012年）
  - 特命戦隊ゴーバスターズ（2012年 - 2013年） - ルーペロイド[10]
  - 獣電戦隊キョウリュウジャー（2013年 - 2014年）
  - 烈車戦隊トッキュウジャー（2014年 - 2015年） - 兵士クローズ、ゼット（怪人態）[7][2] / ゼット・真[2] / トッキュウ6号（ゼット変身時）[2]
  - 手裏剣戦隊ニンニンジャー（2015年 - 2016年） - アオニンジャー[11][2][3][1]
  - 動物戦隊ジュウオウジャー（2016年 - 2017年） - ジュウオウエレファント[1] / タスク（獣人態）[12][4][1]、ザワールド（代役）[4]
  - 宇宙戦隊キュウレンジャー（2017年 - 2018年）
  - 快盗戦隊ルパンレンジャーVS警察戦隊パトレンジャー（2018年 - 2019年）
  - 騎士竜戦隊リュウソウジャー（2019年 - 2020年）
  - 魔進戦隊キラメイジャー（2020年 - 2021年） - 警備員A（エピソード8） 役
  - 機界戦隊ゼンカイジャー（2021年 - 2022年）
  - ナンバーワン戦隊ゴジュウジャー（2025年 - 2026年） - ゴジュウポーラー 役[13]
- 仮面ライダーシリーズ（テレビ朝日）
  - 仮面ライダーオーズ/OOO（2010年 - 2011年）
  - 仮面ライダーフォーゼ（2011年 - 2012年）
  - 仮面ライダーウィザード（2012年 - 2013年） - 兵隊[1]
  - 仮面ライダー鎧武/ガイム（2013年 - 2014年）
  - 仮面ライダードライブ（2014年 - 2015年）
  - 仮面ライダーゴースト（2015年 - 2016年）
  - 仮面ライダーエグゼイド（2016年 - 2017年） - 仮面ライダーゲンム[1] レベル0[14]
  - 仮面ライダービルド（2017年 - 2018年） - 仮面ライダーマッドローグ[15][1]、キャッスルハードスマッシュ[16] / キャッスルハザードスマッシュ[17]、リモコンブロス[18] / ヘルブロス[16]、仮面ライダービルド（終盤）[16]
  - 仮面ライダージオウ（2018年 - 2019年） - 仮面ライダーディケイド[19]、仮面ライダーシノビ[1][19]、仮面ライダークイズ[19]、仮面ライダーキカイ[19]、仮面ライダーディエンド[19]、仮面ライダーギンガ[19]、仮面ライダーアギト[20]、アナザーライダー[21]
  - 仮面ライダーゼロワン（2019年 - 2020年） - 仮面ライダーサウザー（第27話）[22]、仮面ライダーバルカン[23]
  - 仮面ライダーセイバー（2020年 - 2021年） - 仮面ライダーエスパーダ[24]、仮面ライダーカリバー[25]
  - 仮面ライダーリバイス（2021年 - 2022年） - 仮面ライダーエビル[26][27] / 仮面ライダーライブ[28][27]、五十嵐大二（吹き替え / 28）[29]、狩崎真澄[30][27][注釈 1]
  - 仮面ライダーギーツ（2022年 - 2023年） - 仮面ライダーギーツ[31][5]、狐面[32]
  - 仮面ライダーガッチャード（2023年 - 2024年） - ヴァルバラド[33][5][6] / 仮面ライダーヴァルバラド[34][5][6]、ウィールマルガム[34]、仮面ライダーレジェンド[注釈 2]、ガッチャーブラザーズ（アッパレスケボー）[6]
  - 仮面ライダーガヴ（2024年 - 2025年） - 仮面ライダービターガヴ[36]、ニエルブ・ストマック[37]、バトラー[37]

### 映画
- 海賊戦隊ゴーカイジャーVS宇宙刑事ギャバン THE MOVIE（2012年）
- ヌイグルマーZ（2014年） - ゾンビ[1] 役
- セイバー+ゼンカイジャー スーパーヒーロー戦記（2021年）
- 仮面ライダーシリーズ
  - オーズ・電王・オールライダー レッツゴー仮面ライダー（2011年）
  - 仮面ライダーフォーゼ THE MOVIE みんなで宇宙キターッ!（2012年）
  - 仮面ライダー×仮面ライダー ウィザード&フォーゼ MOVIE大戦アルティメイタム（2012年） - ギャング 役[1]
  - 劇場版 仮面ライダーウィザード in Magic Land（2013年）
  - 仮面ライダー×仮面ライダー 鎧武&ウィザード 天下分け目の戦国MOVIE大合戦（2013年）
  - 劇場版 仮面ライダー鎧武 サッカー大決戦!黄金の果実争奪杯!（2014年）
  - 仮面ライダー×仮面ライダー ドライブ&鎧武 MOVIE大戦フルスロットル（2014年）
  - 劇場版 仮面ライダーエグゼイド トゥルー・エンディング（2017年） - 仮面ライダーゲンム[1]
  - 仮面ライダー平成ジェネレーションズ FINAL ビルド&エグゼイドwithレジェンドライダー（2017年） - 仮面ライダーエグゼイド[38]、カイザー / カイザーリバース[39] / バイカイザー[40]
  - 仮面ライダーアマゾンズ THE MOVIE 最後ノ審判（2018年） - カミツキガメアマゾン[1]
  - 劇場版 仮面ライダービルド Be The One（2018年）
  - 平成仮面ライダー20作記念 仮面ライダー平成ジェネレーションズ FOREVER（2018年） - 仮面ライダービルド[41]
  - 劇場版 仮面ライダージオウ Over Quartzer（2019年） - 仮面ライダーバールクス[42]
  - 仮面ライダー電王 プリティ電王とうじょう!（2020年）[43]
  - 劇場版 仮面ライダーゼロワン REAL×TIME（2020年） - 仮面ライダーエデン[44]、仮面ライダールシファー[45]、仮面ライダーアバドン[46]
  - 劇場短編 仮面ライダーセイバー 不死鳥の剣士と破滅の本（2020年）
  - 劇場版 仮面ライダーリバイス（2021年）
  - 仮面ライダー ビヨンド・ジェネレーションズ（2021年）
  - 劇場版 仮面ライダーリバイス バトルファミリア（2022年） - 仮面ライダーライブ[47]、仮面ライダーエビル[47]、仮面ライダーギーツ[48]
  - 仮面ライダーギーツ×リバイス MOVIEバトルロワイヤル（2022年） - 仮面ライダーギーツ[49]、仮面ライダーライブ[49]
  - 映画 仮面ライダーギーツ 4人のエースと黒狐（2023年） - 仮面ライダーギーツ[50]
  - 仮面ライダー THE WINTER MOVIE ガッチャード&ギーツ 最強ケミー★ガッチャ大作戦（2023年） - ヴァルバラド[51]
  - 仮面ライダーガッチャード ザ・フューチャー・デイブレイク（2024年） - 黒鋼スパナ（吹き替え）[52]
- スーパーヒーロー大戦シリーズ
  - 仮面ライダー×スーパー戦隊 スーパーヒーロー大戦（2012年）
  - 仮面ライダー×スーパー戦隊×宇宙刑事 スーパーヒーロー大戦Z（2013年）
  - 平成ライダー対昭和ライダー 仮面ライダー大戦 feat.スーパー戦隊（2014年）
  - スーパーヒーロー大戦GP 仮面ライダー3号（2015年）
  - 仮面ライダー×スーパー戦隊 超スーパーヒーロー大戦（2017年） - アオニンジャー[53]
- スーパー戦隊シリーズ
  - 特命戦隊ゴーバスターズ THE MOVIE 東京エネタワーを守れ!（2012年）
  - 特命戦隊ゴーバスターズVS海賊戦隊ゴーカイジャー THE MOVIE（2013年）
  - 獣電戦隊キョウリュウジャーVSゴーバスターズ 恐竜大決戦! さらば永遠の友よ（2014年）
  - 烈車戦隊トッキュウジャー THE MOVIE ギャラクシーラインSOS（2014年）
  - 烈車戦隊トッキュウジャーVSキョウリュウジャー THE MOVIE（2015年）
  - 手裏剣戦隊ニンニンジャー THE MOVIE 恐竜殿さまアッパレ忍法帖!（2015年）
  - 手裏剣戦隊ニンニンジャーVSトッキュウジャー THE MOVIE 忍者・イン・ワンダーランド（2015年） - アオニンジャー[1]、ジュウオウエレファント[54]
  - 劇場版 動物戦隊ジュウオウジャー ドキドキサーカスパニック!（2016年） - ジュウオウエレファント[1] / 獣タスク[1]
  - 劇場版 動物戦隊ジュウオウジャーVSニンニンジャー 未来からのメッセージ from スーパー戦隊（2017年） - ジュウオウエレファント[55]、アオニンジャー[55]
  - 騎士竜戦隊リュウソウジャー THE MOVIE タイムスリップ!恐竜パニック!!（2019年）[56]
  - 魔進戦隊キラメイジャー エピソードZERO（2020年）[57]※ノンクレジット
  - 機界戦隊ゼンカイジャー THE MOVIE 赤い戦い! オール戦隊大集会!!（2021年）[58]
  - ナンバーワン戦隊ゴジュウジャー 復活のテガソード（2025年） - ゴジュウポーラー

### オリジナルビデオ
- スーパー戦隊シリーズ
  - 帰ってきた特命戦隊ゴーバスターズ VS 動物戦隊ゴーバスターズ（2013年）
  - 忍風戦隊ハリケンジャー 10 YEARS AFTER（2013年）
  - 帰ってきた獣電戦隊キョウリュウジャー 100 YEARS AFTER（2014年）
  - 手裏剣戦隊ニンニンジャー アカニンジャーVSスターニンジャー百忍バトル!（2015年）
  - 帰ってきた手裏剣戦隊ニンニンジャー ニンニンガールズVSボーイズ FINAL WARS（2016年） - アオニンジャー[1]
  - 動物戦隊ジュウオウジャー スーパー動物大戦（2016年）
  - 帰ってきた動物戦隊ジュウオウジャー お命頂戴!地球王者決定戦（2017年）
- 仮面ライダーシリーズ
  - てれびくん超バトルDVD 仮面ライダーエグゼイド [裏技]仮面ライダーパラドクス（2017年）
  - 仮面ライダーエグゼイド トリロジー アナザー・エンディング（2018年）
    - Part.II 仮面ライダーパラドクスwith仮面ライダーポッピー
    - Part.III 仮面ライダーゲンムVS仮面ライダーレーザー

  - ROUGE（2018年）
  - てれびくん超バトルDVD 仮面ライダープライムローグ（2018年）
  - ビルド NEW WORLD 仮面ライダーグリス（2019年）
  - ソードオブロゴスサーガ 前編（2021年）
  - ゼロワン Others 仮面ライダー滅亡迅雷（2021年） - 仮面ライダーザイア[59]
  - ゼロワン Others 仮面ライダーバルカン&バルキリー（2021年）
  - 仮面ライダーセイバー 深罪の三重奏（2022年） - 仮面ライダーエスパーダ[60]、仮面ライダーファルシオン[60]
  - てれびくん超バトルDVD 仮面ライダーギーツ どやさ!? 男だらけのデザイアグランプリ 王蛇はオレだー!!（2023年）
  - 仮面ライダーガッチャード GRADUATIONS（2025年） - 仮面ライダーヴァルバラド[61]

### ネットムービー
- ネット版 仮面ライダー×スーパー戦隊 スーパーヒーロー大変 〜犯人はダレだ?!〜（2012年）
- ネット版 仮面ライダー×スーパー戦隊×宇宙刑事 スーパーヒーロー大戦乙!〜Heroo!知恵袋〜あなたのお悩み解決します!（2013年）
- 仮面ライダーアマゾンズ（2016年）
- 仮面戦隊ゴライダー（2017年）
- 仮面ライダービルド ハザードレベルを上げる7つのベストマッチ（2018年）
- 仮面ライダージオウ スピンオフ RIDER TIME（2019年）
  - 仮面ライダージオウ スピンオフ PART1『RIDER TIME 仮面ライダーシノビ』 - 仮面ライダーシノビ[1]
  - 仮面ライダージオウ スピンオフ PART2『RIDER TIME 仮面ライダー龍騎』
- ドライブサーガ 仮面ライダーブレン（2019年）
- 仮面ライダーゲンムズ ―ザ・プレジデンツ―（2021年）
- 仮面ライダーリバイス The Mystery（2022年）
- 仮面ライダー 令和のゴージャス運動会（2024年） - 仮面ライダーギーツ / 仮面ライダードライブ
- ナンバーワン戦隊ゴジュウジャー アニバーサリー討論会（2025年） - 仮面ライダーディケイド

### ヒーローショー
- 海賊戦隊ゴーカイジャー（2011年 - 2012年） - セーフティー[1]
- 特命戦隊ゴーバスターズ（2012年 - 2013年） - スタッグバスター[1][2]
- 獣電戦隊キョウリュウジャー（2013年 - 2014年）

### イベント
- JAE "春"プレミアムイベント 〜Jump Up!〜（2016年）